# Boogie (glasbena skupina)
Boogie je bila slovenska pop glasbena skupina, ki je nastala leta 1983 v Kranju. Leta 1989 je zmagala na Pop delavnici s skladbo »Pridi nocoj na ples« (nagrada strokovne žirije). Z delovanjem je prenehala leta 1993.

## Zasedba
Originalna zasedba so bili:
- Milan Udir (bas kitara, vokal)
- Niels Udir (vokal, kitara)
- Matjaž Malovrh (kitara, vokal)
- Primož Jovan (bobni, vokal)
- Martin Lesjak (klaviature, vokal)

V skupini so sodelovali še:
- Jani Šalamon, Dejan Tabor, Gaber Lesjak, Damjan Tomažin (bobni, vokal)
- Matej Golob Matzele, Matjaž Baškovič, Marjan Kne, Andrej Volčjak (klaviature, vokal)
- Helmut Frangeš (kitara, vokal)

## Diskografija
- Noč v vroči senci (1990)

## Uspešnice
- Pridi nocoj na ples (N. Udir/B. Wolfand)
- Pusti vetru (N. Udir/N. Udir)